# Beverly Garland
Pour les articles homonymes, voir Garland.
Beverly Garland, née Beverly Lucy Fessenden (Santa Cruz, 1926 - Los Angeles, 2008), est une actrice américaine.

## Filmographie partielle

### Au cinéma
- 1950 : Mort à l'arrivée (D.O.A.) de Rudolph Maté : Miss Foster, la secrétaire de M. Philips
- 1953 : Problem Girls d'Ewald André Dupont
- 1954 : The Desperado de Thomas Carr : Laurie Bannerman
- 1954 : The Rocket Man d'Oscar Rudolph
- 1955 : Swamp Women de Roger Corman : Vera
- 1955 : Sur les docks (New Orleans Uncensored) de William Castle : Marie Reilly
- 1956 : Curucu, Beast of the Amazon de Curt Siodmak : Andrea Romar
- 1956 : It Conquered the World de Roger Corman : Claire Anderson
- 1956 : La Loi des armes de Roger Corman : Marshal Rose Hood
- 1957 : Not of This Earth de Roger Corman : Nadine Storey, l'infirmière
- 1957 : Naked Paradise de Roger Corman : Max MacKenzie
- 1958 : L'Implacable poursuite (en) de Richard Carlson : Mona Langley
- 1959 : The Alligator People (en) de Roy del Ruth : Joyce Webster/Jane Marvin
- 1963 : Trio de terreur (Twice-Told Tales) de Sidney Salkow : Alice Pyncheon
- 1968 : Les Pervertis (Pretty Poison) de Noel Black : Madame Stepanek
- 1974 : 747 en péril (Airport 1975) de Jack Smight : Mrs. Scott Freeman
- 1979 : Les Challengers (Roller Boogie) de Mark L. Lester : Lillian Barkley
- 1980 : C'est ma chance (It's My Turn) de Claudia Weill : Emma
- 1982 : Gamble on Love de Jim Balden : Kitty

### À la télévision
- 1960 : Destination danger (enterrons les morts) Saison 1 épisode11, série TV
- 1960 : Au nom de la loi : saison 2 épisode 31 (La route de la prison/ Prison trail) : Sally Lind
- 1967 et 1968 : Les Mystères de l'Ouest (The Wild Wild West), de Michael Garrison (série)
  - La Nuit du Vengeur (The Night of the Cut-throats), Saison 3 épisode 11, de Alan Crosland Jr. (1967) : Sally Yarnell
  - La Nuit du Diamant (The Night of the Bleak Island), Saison 4 épisode 20, de Marvin J. Chomsky (1968) : Celia Rydell
- 1968 : Mannix , (série) Saison 1 Episodes 17 & 18: Traquenards (Deadfall)"
- 1974 : La Planète des singes (Planet Of The Apes), (série) :  épisode l'Interrogatoire"
- 1983-1987 : Les deux font la paire (Scarecrow and Mrs. King), Dorothy « Dotty » West
- 1994-1995 : Celui qui gagnait au poker, 18e épisode de la série Friends
- 1993-1997 : Loïs et Clark
- 1997 - 200? : 7 à la maison : Ginger